# Wikipédia en norvégien (nynorsk)
Pour les articles homonymes, voir Wikipédia en norvégien.
Wikipédia en norvégien (nynorsk) (en nynorsk : Nynorsk Wikipedia) est l'édition de Wikipédia en norvégien dans sa graphie nynorsk. L'édition est lancée le 31 juillet 2004,. Son code est : nn.
Au 20 mars 2025, l'édition en nynorsk contient 174 221 articles et compte 141 880 contributeurs, dont 159 contributeurs actifs et 15 administrateurs.
L'édition en bokmål contient, quant à elle, 643 957 articles et dispose de  643 175 contributeurs, dont 3 052 contributeurs actifs et 38 administrateurs.

## Présentation

zones où le nynorsk est langue officielle
zone où le bokmål est langue officielle
zones neutres où les deux normes sont utilisées par l'administration

Wikipédia en norvégien originel, lancé le 26 novembre 2001, acceptait la rédaction des articles dans n'importe quel standard écrit du norvégien. Le 31 juillet 2004, une version spécifique au nynorsk est lancée et se développe rapidement. À la suite d'un vote en mars 2005, le site principal devient réservé au bokmål et au riksmål (en) dont les graphies sont très proches.

## Statistiques
|  | - Le 7 août 2005, l'édition en nynorsk atteint 10 000 articles avec l'article sur l'auteur et collectionneur de folklore Edvard Langset. - Le 11 août 2007, elle atteint 25 000 articles avec l'article sur la malformation cardiaque congénitale Tétralogie de Fallot. - Le 11 juillet 2009, elle atteint 50 000 articles avec l'article Naissance. - Le 21 novembre 2011, elle atteint 75 000 articles avec l'article sur le peintre baroque italien Le Caravage. - Le 9 avril 2013, elle atteint 100 000 articles avec l'article sur la chanteuse hongroise ByeAlex. - Le 22 octobre 2022, elle contient 163 126 articles et compte 123 140 contributeurs, dont 146 contributeurs actifs et 14 administrateurs. - Le 10 août 2024, elle contient 170 204 articles et compte 137 589 contributeurs, dont 138 contributeurs actifs et 16 administrateurs. - Le 4 septembre 2024, elle contient 170 406 articles et compte 138 054 contributeurs, dont 135 contributeurs actifs et 16 administrateurs. |